# 国際精神分析協会
国際精神分析協会（こくさいせいしんぶんせききょうかい、英: International Psychoanalytical Association ; IPA）は、12000人を超える正会員を擁し、70を超える構成団体を傘下に持つ精神分析の普及・発展を目的とした団体である。フェレンツィ・シャーンドルによって組織化が提案され、1910年ジークムント・フロイトによって設立された。初代代表はカール・ユング、初代幹事はオットー・ランク。日本においては日本精神分析協会が加盟団体として活動している。国際精神分析学会と表記されることもあるが、その場合は2年に一度開催される国際精神分析協会主催の国際会議を指すことが多い。
主な事業活動は国際学会の開催、協会誌の発行、精神分析家の訓練と認定などである。
永久事務局所在地はロンドン。会員数は、正会員12000名超。